# Juan Sagalés
Juan Sagalés Mañas, katalanisch Joan Sagalés i Mañas, (* 15. November 1959 in Berga) ist ein spanischer Unternehmer und ehemaliger Handballspieler.

## Handballkarriere

### Verein
Juan Sagalés lernte das Handballspielen in der Jugend des FC Barcelona. Ab 1977 stand der 1,78 m große linke Außenspieler im Kader der Erstligamannschaft. Mit Barcelona gewann Sagalés siebenmal die spanische Meisterschaft, fünfmal die Copa del Rey, viermal die Supercopa de España, siebenmal die katalanische Liga, dreimal den Europapokal der Pokalsieger und mit dem letzten Spiel seiner Karriere den Europapokal der Landesmeister 1990/91. Sein Trikot mit der Rückennummer „14“ hängt ihm zu Ehren unter dem Hallendach des Palau Blaugrana, seine Rückennummer wird beim FC Barcelona nicht mehr vergeben.

### Nationalmannschaft
In der spanischen Nationalmannschaft debütierte Sagalés beim 21:18 gegen die Schweiz am 4. Juli 1980 in Titograd, Jugoslawien. 1984 nahm er mit Spanien am World Cup teil. Bei den Olympischen Spielen 1988 in Seoul warf er vier Tore in drei Partien und belegte mit der Selección den 9. Platz. Nach dem vierten Platz bei der B-Weltmeisterschaft 1989 wurde er nicht mehr berufen. Insgesamt bestritt er 39 Länderspiele, in denen er 42 Tore erzielte.

### Erfolge
- Spanische Meisterschaft: 1979/80, 1981/82, 1985/86, 1987/88, 1988/89, 1989/90, 1990/91
- Spanischer Pokal: 1982/83, 1983/84, 1984/85, 1987/88, 1989/90
- Spanischer Supercup: 1986/87, 1988/89, 1989/90, 1990/91
- Katalanische Liga: 1981/82, 1982/83, 1983/84, 1984/85, 1986/87, 1987/88, 1990/91
- Europapokal der Pokalsieger: 1983/84, 1984/85, 1985/86
- Europapokal der Landesmeister: 1990/91

## Berufliche Karriere
Juan Sagalés studierte an der Autonomen Universität Barcelona. Nach dem Ende seiner Spielerkarriere stieg Sagalés auf Anraten seines ehemaligen Mitspielers Juan de la Puente in den Geschäftsbereich der Medizintechnik ein und gründete mit Alejandro Roca de Viñals im Jahr 2001 das Unternehmen Medcomtech. Dort arbeitet er heute als Vorstandsvorsitzender, Präsident und Generaldirektor.